# خسوس مانزانکه
خسوس مانزانکه (اسپانیایی: Jesús Manzaneque‎؛ زادهٔ ۱ ژانویهٔ ۱۹۴۳) دوچرخه‌سوار اهل اسپانیا است.